# Guy Tchingoma
Gabriel Guy Tchingoma (* 3. Januar 1986 in Pointe-Noire, Republik Kongo; † 9. Februar 2008 in Libreville, Gabun) war ein gabunischer Fußballspieler kongolesischer Herkunft.

## Karriere
Der Spieler des Erstligisten aus Libreville machte nach seiner Einbürgerung sein erstes Match für die Nationalmannschaft im September 2007 gegen die Elfenbeinküste. Mit dem FC 105 war er 2006 Pokalfinalist und 2007 gabunischer Meister.
Der Mittelfeldspieler des FC 105 Libreville brach am 9. Februar 2008 während der zweiten Halbzeit des Meisterschaftsspiels gegen US Mbilanzambi zusammen. Er starb auf dem Transport ins Krankenhaus.